# 蠔洲嶺

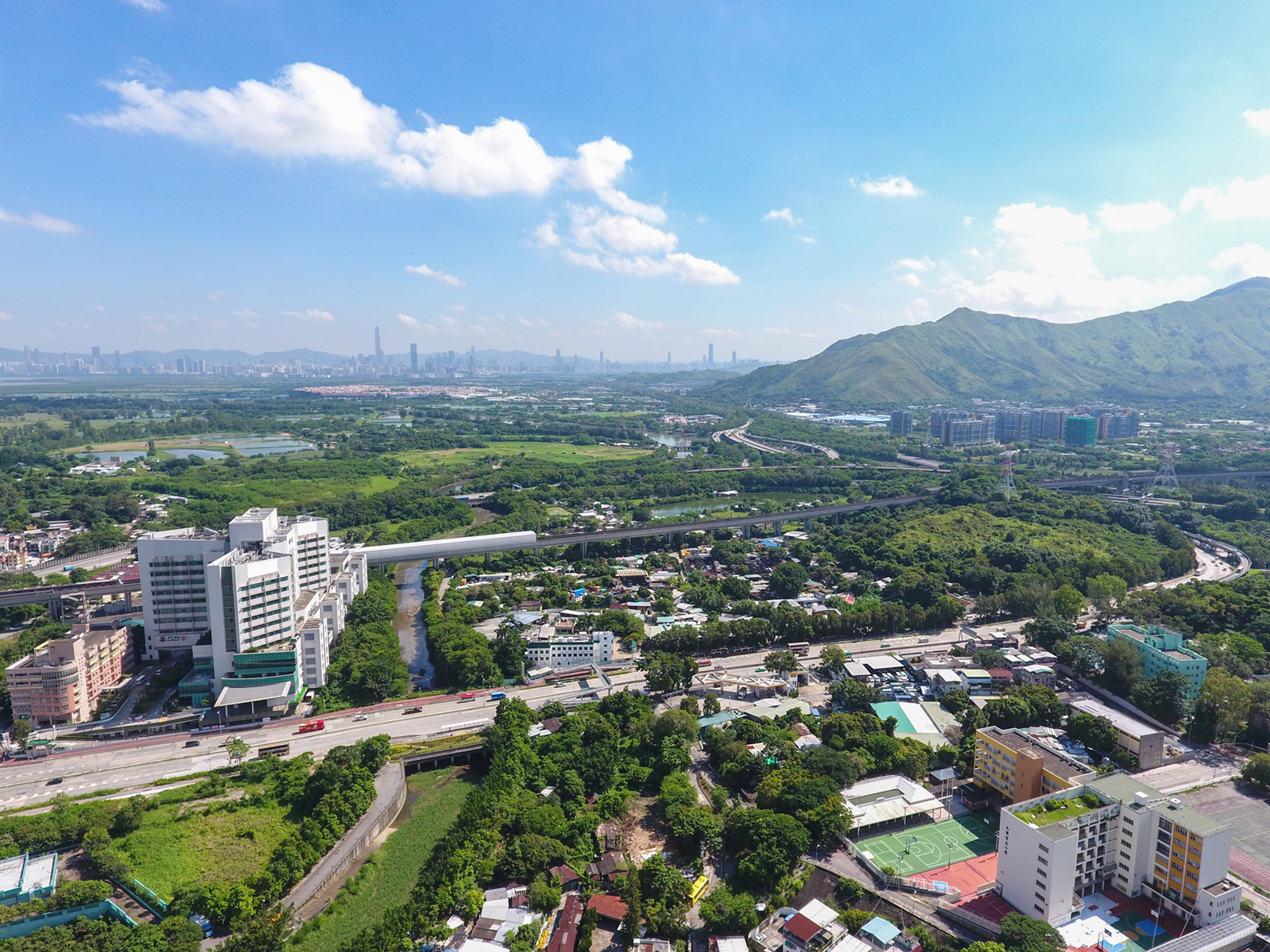
鳥瞰蠔洲嶺（圖中間樹林和草地）

蠔洲嶺（英語：Ho Chau Ling），是一座位於香港新界元朗區凹頭北面的小山。蠔洲嶺高27米，座落於於南生圍南面，以舊錦田河相隔。蠔洲嶺四周都是漁塘，從遠處望過去像個小島。

## 歷史
約於1950年代，蠔洲嶺開始有人聚居。蠔洲嶺村大部份居民住在山腳南面的咸田間，亦有人在漁塘壆和河堤上建屋。蠔洲嶺交通不便，以前可以乘小船進出，或經塘壆小路進出凹頭東成里或小商新村。
1999年，香港政府就錦田河展開大規模防洪工程，工程把錦田河中游河道擴闊和拉直，並以混凝土修建堤圍，同一時間，連接蠔洲嶺外圍的道路蠔洲路落成。從2004年開始，新鴻基地產相關公司開始收購蠔洲嶺地皮。2007年起，業主不再向蠔洲嶺村居民續租，大部份寮屋在2009年被清拆，有些漁塘被荒廢或填平。現時，只有十數戶居民仍居於蠔洲嶺。

## 生態價值
蠔洲嶺漁塘有很高的生態價值，有超過20種具保育價值的烏類，包括夜鷺、黑面琵鷺等。1991年，《城市規劃條例》就鄉郊地區加入發展管制。1995年，規劃署委託顧問公司進行「后海灣地區魚塘生態價值研究」，報告建議將后海灣一帶的魚塘劃為濕地保育區作保育，並將保育區以外的五百米範圍劃為濕地緩衝區。1999年，后海灣濕地緩衝區落實，蠔洲嶺被劃入範圍之內。

## 近年發展
2013年，新鴻基地產相關公司就蠔洲嶺南面地段向城規會申請改劃，以興建45幢3層高洋房。2016年，新地再次就同一地段遞交改劃申請，以興建57幢3層高洋房，獲城規會批准。2021年，新地再透過土地共享先導計劃就同一地段申請改劃，計劃興建多棟分層住宅，共逾4,000個公營房屋及私營房屋單位，地積比率高達4.14倍。多個保育界團體反對改劃，認為發展將破壞候鳥的棲息地。